# ألكسيس بوفير
ألكسيس بوفير (بالفرنسية: Alexis Bouvier) (15 يناير 1836، باريس في فرنسا - 18 مايو 1892، الدائرة الثامنة عشرة في باريس في فرنسا)؛ كاتب وروائي فرنسي.